# جيسيكا روبرتس
جيسيكا روبرتس (بالإنجليزية: Jessica Roberts) هي دراجة بريطانية، ولدت في 11 أبريل 1999.

## وصلات خارجية
- جيسيكا روبرتس على موقع الاتحاد الدولي للدراجات (الإنجليزية)
- جيسيكا روبرتس على موقع أرشيف الدراجات (الإنجليزية)
- جيسيكا روبرتس على موقع إحصائيات الدراجات الإحترافية (الإنجليزية)
- جيسيكا روبرتس على موقع نسبة الدراجات (الإنجليزية)
- جيسيكا روبرتس على موقع CycleBase (الإنجليزية)
- جيسيكا روبرتس على موقع اللجنة الأولمبية الدولية (الإنجليزية)
- جيسيكا روبرتس على موقع اللجنة الأولمبية البريطانية (الإنجليزية)